# Frankie hi-nrg mc
Frankie hi-nrg mc, pseudonimo di Francesco Di Gesù (Torino, 18 luglio 1969), è un rapper e produttore discografico italiano.

## Biografia

### Anni novanta
Di origini siciliane, nato a Torino e cresciuto tra Caserta e Città di Castello, è attivo fin dagli albori del movimento hip hop italiano dei primi anni novanta, con il quale ha affrontato prevalentemente tematiche riguardanti la politica e la società.
Esordisce nella scena musicale nel 1992 con la pubblicazione del singolo Fight da faida, brano contro le mafie in generale e la corruzione e che ha portato il rapper ad essere criticato da parte del mondo dei centri sociali, critiche alle quali ha risposto affermando che il ruolo del rapper è di insegnare a tutti e in tutti i luoghi. Successivamente ha aperto i concerti dei Run DMC e dei Beastie Boys durante il tour italiano del 1992.
Nel 1993 è stata la volta dell'album di debutto Verba manent, primo album hip hop italiano ad essere stato pubblicato per una major; da esso sono stati estratti i singoli Faccio la mia cosa, Libri di sangue e Potere alla parola, oltre a una nuova versione di Fight da faida denominata Fight da faida (Hardmade).
Nel 1995 pubblica il singolo Cali di tensione, che assieme a Fili, pubblicato due anni più tardi, ha anticipato il secondo album in studio La morte dei miracoli, pubblicato nel giugno 1997. Il singolo trainante è stato tuttavia Quelli che benpensano, realizzato in collaborazione con il cantautore romano Riccardo Sinigallia e premiato come canzone dell'anno al Premio italiano della musica. Il videoclip di questo pezzo, diretto dallo stesso cantante, sarà uno dei video di maggior successo in Italia in quell'anno. Il quarto ed ultimo singolo estratto è Autodafè.

### Anni duemila
Il 31 ottobre 2003 pubblica il terzo album in studio Ero un autarchico, anticipato dal singolo Chiedi chiedi il 3 ottobre. Altri singoli estratti dall'album sono Rap lamento e Gli accontentabili, pubblicati rispettivamente il 23 gennaio e l'11 luglio 2004. Sempre nel 2003 compare anche sull'album The World According to RZA del rapper e produttore americano RZA.
Il 1º luglio 2005 pubblica Rap©ital, una raccolta di suoi vecchi brani riarrangiati, anticipata il 3 giugno dalla pubblicazione dal singolo Dimmi dimmi tu.
Il 29 febbraio 2008 pubblica il suo quarto album in studio, DePrimoMaggio e partecipa al Festival di Sanremo con la canzone Rivoluzione, pubblicata come singolo il 1º marzo. Il brano canta dei crack finanziari italiani e della degenerazione politica e sociale dell'Italia e contiene un campionamento del brano Introduzione di Fabrizio De André, tratto dall'album Storia di un impiegato. La canzone si avvale della collaborazione dei cantautori Roy Paci e Enrico Ruggeri. Il secondo singolo, Pugni in tasca, viene pubblicato il 2 maggio.
Nello stesso anno collabora all'album Herculaneum di DJ Pandaj nella title track, recitando in latino il testo di Plinio il Giovane che racconta della storica eruzione del Vesuvio del 79 d.C. Nell'estate partecipa all'"Isola in collina", concerto che si tiene ogni anno a Ricaldone, paese natale di Luigi Tenco. Nello stesso anno, durante il Premio Tenco, si è esibito con il rapper pugliese Caparezza con una versione di Quelli che benpensano estesa con alcune parti della canzone Fuori dal tunnel.
Nell'aprile 2009 collabora al primo EP di Luca Napolitano intitolato Vai, partecipando con un intervento rap al brano Mi manchi, scritto dallo stesso Napolitano insieme al fratello. Nel maggio 2009 prende parte al progetto Artisti Uniti per l'Abruzzo partecipando al brano Domani 21/04.2009.

### Anni duemiladieci
Nel 2010 scrive per Simone Cristicchi la canzone Meno male, insieme a Elia Marcelli e Alessandro Canini. La canzone è presentata al Festival di Sanremo 2010. Nel 2011 partecipa al brano Numeri in collaborazione con Nathalie e Raf e al brano di Fiorella Mannoia Non è un film, al quale Amnesty International conferisce il Premio Amnesty Italia. A partire dalla primavera del 2012 accompagna Fiorella Mannoia nel tour Sud tour.
Nel 2014 partecipa al sessantaquattresimo Festival di Sanremo coi brani Un uomo è vivo e Pedala, quest'ultimo classificatosi all'ottavo posto nella serata conclusiva. Il 20 febbraio pubblica il suo sesto album di inediti, Essere umani, trainato dal singolo Pedala, estratto il giorno stesso.
Il 14 dicembre 2016 il rapper ha annunciato attraverso social network la pubblicazione del brano Unti e bisunti, sigla del film di Chef Rubio Unto e bisunto, trasmesso per la prima volta il 20 dicembre dello stesso anno sul canale televisivo DMAX. Nel relativo videoclip, diretto da Gaetano Morbioli, appaiono le atlete paralimpiche italiane Bebe Vio e Martina Caironi.

### Anni duemilaventi
Il 15 luglio 2020 è tornato sulle scene musicali con il singolo Estate 2020, in cui racconta, a modo suo, i mesi di lockdown dovuti alla pandemia di COVID-19. Il 17 novembre dello stesso anno è stata la volta di un altro singolo, intitolato Nuvole.

## Altre attività
- Sue sono sia la sceneggiatura che la regia dei video di Quelli che benpensano e Autodafé. Questa sua seconda attività di sceneggiatore e regista lo ha visto finora impegnato anche con altri artisti quali Nocca, Flaminio Maphia, Pacifico e soprattutto i Tiromancino, il cui video La descrizione di un attimo, girato proprio da Frankie, ha vinto il premio Duel come miglior video pop al Meeting delle etichette indipendenti di Faenza.
- Collabora con la trasmissione radiofonica Caterpillar scrivendo l'inno di M'illumino di meno per l'edizione 2009.
- Da citare anche le sue apparizioni come attore:
  - Nel 1994 prende parte a Vuoto a rendere, regia di Alex Infascelli, episodio del film De Generazione. Gli altri episodi sono diretti da Antonio Antonelli, Asia Argento, Pier Giorgio Bellocchio, Eleonora Fiorini, Antonio e Marco Manetti, Andrea Maula, Andrea Prandstraller, Alberto Taraglio, Alessandro Valori;
  - Nel 2002 interpreta un gangster nel film Paz! diretto da Renato De Maria;
  - Nell'ottobre 2007 nel videoclip di Le gite fuori porta degli Amari ispirato al film I guerrieri della notte, Frankie interpreta il ruolo di Cyrus, il capo dei Riffs;
  - Nel 2011 partecipa come comparsa in Boris - Il film ed è nel cast del film I più grandi di tutti di Carlo Virzì.
  - Nel 2012 compare nel cast del film Viva l'Italia.
  - Nel 2013 conduce il programma Street Art su Sky Arte HD
  - Nel 2014 partecipa alla Route Nazionale AGESCI dove si esibisce davanti a 30 000 rover e scolte provenienti da tutta Italia
  - Nel 2014 è apparso nel documentario Numero zero - Alle origini del rap italiano.
  - Nel 2015 ha doppiato Gesù Cristo nel film Dio esiste e vive a Bruxelles.
  - Dal 2022 è Erode in Jesus Christ Superstar, regia di Massimo Romeo Piparo.

Nel campo umanitario, sostiene l'associazione umanitaria Emergency, a cui ha dedicato la canzone Din Don.

## Discografia

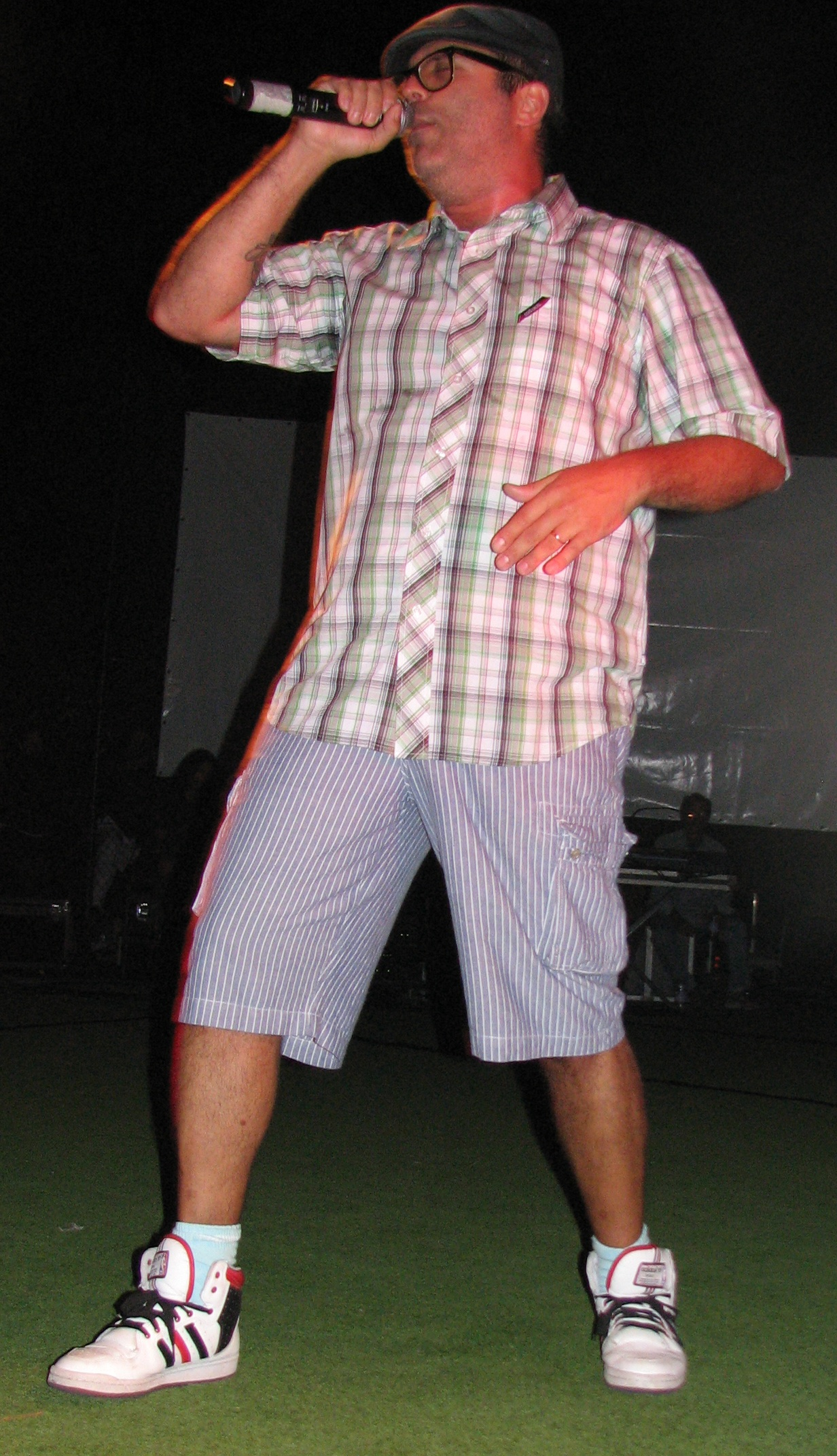
Frankie hi-nrg mc in concerto ad Alghero nel 2011

### Album in studio
- 1993 – Verba manent
- 1997 – La morte dei miracoli
- 2003 – Ero un autarchico
- 2008 – DePrimoMaggio
- 2014 – Essere umani

### Raccolte
- 2005 – Rap©ital

### Singoli
- 1992 – Fight da faida
- 1993 – Faccio la mia cosa
- 1993 – Libri di sangue
- 1994 – Potere alla parola
- 1994 – Fight da faida (Hardmade)
- 1996 – Cali di tensione
- 1997 – Fili
- 1997 – Quelli che benpensano
- 1998 – Autodafè
- 2003 – Chiedi chiedi
- 2004 – Rap lamento
- 2004 – Gli accontentabili
- 2005 – Dimmi dimmi tu
- 2008 – Rivoluzione
- 2008 – Pugni in tasca
- 2008 – Din Don
- 2009 – M'illumino di meno
- 2011 – School Rocks
- 2014 – Pedala
- 2020 – Estate 2020
- 2020 – Nuvole

### Apparizioni in raccolte
- 1994 – Potere alla parola in Nati per rappare (Flying Records)
- 1998 – Quelli che benpensano in Premio italiano della musica - Nominations 1998 (Mercury)
- 2000 – Il sonno della ragione in Zora la vampira (Area Cronica Entertainment)
- 2000 – La CNN dei poveri
- 2006 – Fight da faida in Rap in vena (The Saifam Group)
- 2007 – Pollicino in Felici & Cantanti (Fabbri Editore)

### Collaborazioni
Numerose sono le collaborazioni con artisti nazionali ed internazionali (oltre a quelle incluse negli album):
- 1997 – Riccardo Sinigallia (Quelli che benpensano)
- 1998 – Niccolò Fabi (Immobile)
- 1999 – Nas (Hate Me Now)
- 1999 – La Comitiva con Ice One, Malaisa ed Elisa (Nottetempo)
- 2000 – Tiromancino (Roma di notte)
- 2002 – Shel Shapiro (Che colpa abbiamo noi)
- 2003 – RZA (Passaporto per resistere)
- 2003 – Banda Osiris (Caterfunk)
- 2004 – Daniele Silvestri (Kunta kinte)
- 2004 – Paola Cortellesi e Rocco Tanica (Non mi chiedermi)
- 2006 – Mimmo Locasciulli (Sglobal)
- 2006 – Banda Osiris (Che notte)
- 2007 – ChantSong Orchestra (Disconnetti il potere)
- 2007 – Istituto Barlumen band (Felici e cantanti Le canzoni delle fiabe)
- 2008 – Caparezza (Quelli che ben pensano RMX)
- 2008 – Pandaj (Herculaneum)
- 2009 – Luca Napolitano (Mi manchi)
- 2009 – Artisti Uniti per l'Abruzzo (Domani 21/04.2009)
- 2011 – Raf e Nathalie (Numeri)
- 2011 – Anansi (La realtà)
- 2012 – Fiorella Mannoia (Non è un film)
- 2012 – Pacifico e Bud Spencer Blues Explosion (Presto)
- 2014 – Fiorella Mannoia (Boogie)[10]
- 2023 – Daniele Silvestri (Disco X)

## Videografia

### Video musicali
| Anno | Titolo                                      | Regista/i                              |
| ---- | ------------------------------------------- | -------------------------------------- |
| 1992 | Fight da faida                              | Vincenzo Gioanola                      |
| 1993 | Faccio la mia cosa (feat. Aeroplanitaliani) | Alex Infascelli                        |
| 1993 | Libri di sangue                             | Alex Infascelli                        |
| 1994 | Potere alla parola                          | Alex Infascelli                        |
| 1997 | Quelli che benpensano                       | Frankie hi-nrg mc, Riccardo Sinigallia |
| 1998 | Autodafè                                    | Frankie hi-nrg mc, Riccardo Sinigallia |
| 2003 | Chiedi chiedi                               | Frankie hi-nrg mc                      |
| 2004 | Rap lamento                                 | Frankie hi-nrg mc, Cristian Biondani   |
| 2005 | Dimmi dimmi                                 | Gaetano Morbioli                       |
| 2008 | Rivoluzione                                 | Gaetano Morbioli                       |
| 2008 | Pugni in tasca (feat. Paola Cortellesi)     | Gaetano Morbioli                       |
| 2008 | Din Don                                     | Marco Gradara                          |
| 2009 | M'illumino di meno                          | NTT Design                             |
| 2014 | Pedala                                      | Gaetano Morbioli                       |
| 2014 | L'ovvio                                     | Gaetano Bigi (montaggio)               |
| 2015 | Elefante                                    | Patrizia Canova                        |
| 2016 | Unti e bisunti                              | Gaetano Morbioli                       |
| 2020 | Nuvole                                      | Frankie hi-nrg mc, Gaetano Morbioli    |

#### Partecipazioni in videoclip di altri artisti
| Anno | Titolo     | Artista                                         | Regista/i                            |
| ---- | ---------- | ----------------------------------------------- | ------------------------------------ |
| 2009 | Domani     | Artisti Uniti per l'Abruzzo                     | Ambrogio Lo Giudice                  |
| 2011 | La realtà  | Anansi feat. Frankie hi-nrg mc                  | Alberto Sansone                      |
| 2019 | Anima soul | Andrea Mingardi feat. Frankie hi-nrg mc         | Roberto Boribello                    |
| 2023 | Vermi      | Mobrici feat. Willie Peyote e Frankie hi-nrg mc | Lorenzo Silvestri, Andrea Santaterra |

## Partecipazioni allo Zecchino d'Oro
- 2015 – Zombie vegetariano (testo e musica)
- 2017 – Gualtiero dei mestieri (testo)